# Dorfkirche Ampleben

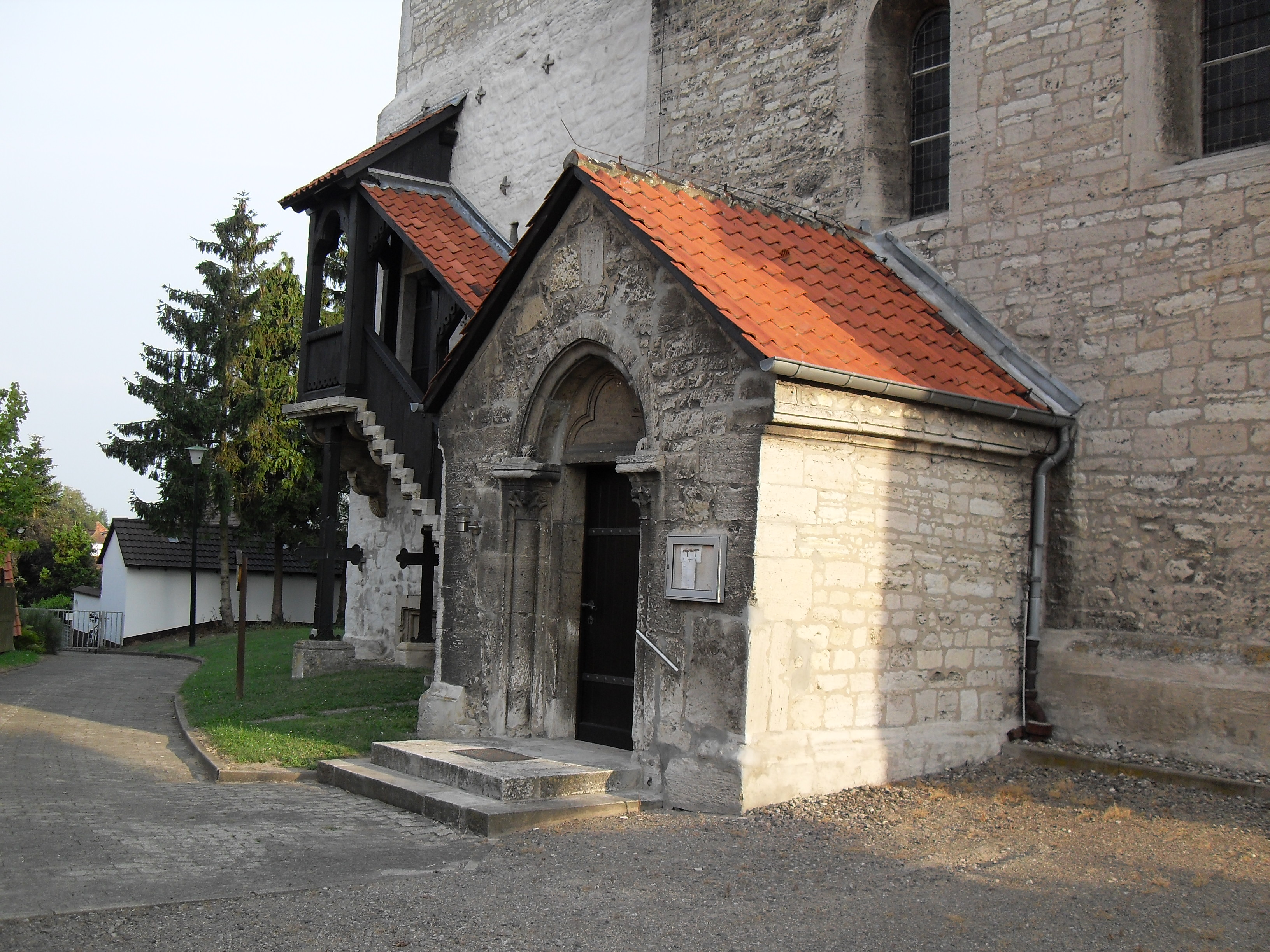
Dorfkirche Ampleben

Die Dorfkirche Ampleben ist eine evangelische, denkmalgeschützte Kirche in Ampleben.
Das Langhaus mit Vorhalle sowie der eingerückte quadratische Altarraum wurden um 1200 in spätromanischer Bauweise errichtet. Die Mauern weisen Gruppen von Rundfenstern und Rundbogen auf. Im Gegensatz zu vielen anderen spätromanischen Dorfkirchen, die eng und gedrückt wirken, macht das Gebäude einen freien und hohen Eindruck.
Ähnlich wie auch bei anderen Kirchen der Gegend führt eine Außentreppe zu einer Empore im Turminneren. Der Turm ist mit zahlreichen Schallöffnungen versehen.
Die Kirche wurde 1897 und 1970 umfassend restauriert. An der Ostseite der Kirche befindet sich ein vertieftes Feld mit einem Original Volantgemälde aus dem 13. Jahrhundert. Es stellt den Opfertod Christi dar sowie als dessen alttestamentlichen Vorbilder, die Opferung Israels und die Darbringung von Wein und Brot durch Melchisedek dar. Christus zur Seite stehen Maria und Johannes mit Heiligenschein. Links steht Abraham. Rechts auf dem Altar kniet Isaak, links hinter Abraham der Widder. 
Die heutige Glocke wurde kurz nach dem Dreißigjährigen Krieg im Jahr 1651 gegossen.